# خلل أداء تنموي
خلل الأداء التنموي (بالإنجليزية: Developmental coordination disorder)‏ عبارة عن اضطراب عصبي مزمن يبدأ في مرحلة الطفولة ويمكن أن يؤثر على تخطيط الحركة وتناسقها، وذلك نتيجة عدم بث رسائل الدماغ بالشكل الدقيق إلى الجسم.

يتداخل العجز في حركات المهارات الحركية الدقيقة أو الكبرى مع أنشطة الحياة اليومية.  ويعاني ما يصل إلى 50% من المصابين بمرض خلل الأداء من اضطراب نقص الانتباه مع فرط النشاط (ADHD).
ويمكن أن يتم تشخيص الإصابة مع عدم وجود إعاقات حركية أو حسية أخرى مثل الشلل الدماغي أو  الحثل العضلي أو التصلب المتعدد أو مرض باركنسون.

## علم الأوبئة
خلل الأداء التنموي (والذي يشار إليه باسم اضطراب التناسق التنموي (DCD) في الولايات المتحدة وأوروبا) هو عبارة عن مرض عصبي يدوم طوال العمر وينتشر في الذكور بشكل أكبر من الإناث، بنسبة أربعة ذكور مقابل كل أنثى على وجه التقريب.
والنسبة الدقيقة للأشخاص المصابين بالاضطراب غير معروفة، حيث إنه يمكن أن يكون اكتشاف هذا الاضطراب أمرًا صعب المنال بسبب نقص الاختبارات المعملية المخصصة، وبالتالي، يتم تشخيص المرض من خلال إقصاء الأسباب/الأمراض الأخرى المحتملة.
وتتراوح التقديرات الحالية بين 5% إلى 20%، حيث إن نسبة 5 - 6% هي النسبة المئوية التي يتم ذكرها بشكل متكرر في الدراسات ذات الصلة.
وهناك بعض التقديرات التي تشير إلى أن طفلاً واحدًا من كل 30 طفلاً ربما يعانون من خلل الأداء.

## التقييم والتشخيص
تتطلب تقييمات خلل الأداء بشكل نموذجي تاريخًا تنمويًا، حيث يحدد الأعمار التي حدثت فيها مراحل تنموية هامة، مثل الزحف والسير. وتشتمل عمليات مراقبة المهارات الحركية على الأنشطة المصممة للإشارة إلى خلل الأداء، بما في ذلك الاتزان والتسلسل البدني وحساسية اللمس والتنوعات في أنشطة السير. ويحدد التقييم الحركي الأساسي نقطة البدء لبرامج التدخل التنموية. ويمكن أن تساعد مقارنة الأطفال مع معدلات النمو الطبيعية على تحديد أماكن الصعوبات الهامة.
ومع ذلك، أظهرت الأبحاث التي تم نشرها في المجلة البريطانية للتعليم الخاص (British Journal of Special Education) أن المعرفة تكون محدودة للغاية لدى العديد ممن يجب تدريبهم لإدراك الصعوبات المختلفة والتجاوب معها، بما في ذلك اضطراب التناسق الإنمائي وعسر القراءة وعيوب الانتباه والتحكم الحركي والإدراك (DAMP). وكلما تمت ملاحظة هذه الصعوبات بشكل مبكر وإجراء التقييمات في الوقت المناسب، كان التدخل أكثر سرعة. ويمكن ألا يتمكن المدرس أو الممارس العام من اكتشاف الإصابة بهذا المرض إذا كان لا يطبق إلا المعرفة السطحية فقط.

فلن يتمكن المدرسون من إدراك أو استيعاب الأطفال الذين يعانون من صعوبات في التعلم في الصفوف إذا كانت معرفتهم محدودة. وبنفس الطريقة، يعاني الممارس العام من صعوبات في اكتشاف إصابة الأطفال بصعوبات في التعلم وفي إحالتهم بالشكل المناسب."

## الملامح التنموية
يمكن أن تتأثر مجالات التنمية المتنوعة بخلل الأداء التنموي، ويمكن أن تستمر تلك المجالات حتى بعد الوصول إلى مرحلة البلوغ، حيث إنه لا يوجد أي علاج لخلل الأداء. وفي الغالب، يتم تطوير إستراتيجيات التعامل المتنوعة، ويمكن تحسين تلك الإستراتيجيات من خلال المعالجة المهنية أو العلاج الطبيعي أو المعالجة المقومة للنطق أو التدريب النفسي.

### الكلام واللغة
يعد خلل الأداء التنموي اللفظي (DVD) أحد أنواع خلل الأداء الفكري، والتي تسبب إعاقة لغوية أو صوتية. وهذا المصطلح هو المصطلح المفضل في المملكة المتحدة، ورغم ذلك، فإنه يشار إليه في بعض الأوقات باسم خلل أداء النطق، وفي الولايات المتحدة، فإن المصطلح المعتاد هو تعذر الكلام في فترة الطفولة (CAS).
وتشتمل المشكلات الرئيسية على ما يلي:
- صعوبة في السيطرة على أعضاء النطق
- صعوبات في إصدار أصوات الكلام
- صعوبة في تسلسل الأصوات
  - في كلمة واحدة
  - ربط الكلمات لتشكيل جمل
- صعوبة في السيطرة على التنفس وإصدار الأصوات
- تنمية اللغة بشكل بطيء
- صعوبة في التغذية

### التحكم في الحركة الدقيقة
تؤدي الصعوبات في تنسيق الحركة الدقيقة إلى مشكلات في الكتابة اليدوية، والتي يمكن أن تكون بسبب صعوبات فكرية أو فكرية حركية. ويمكن أن تشمل المشكلات المقترنة بهذا المجال ما يلي:
- تعلم أنماط الحركة الأساسية.[21]
- تطوير سرعة كتابة مرغوب فيها.[22]
- تعلم الحروف اللغوية – على سبيل المثال، حروف الأبجدية اللاتينية، بالإضافة إلى الأرقام.
- إمساك القلم بالشكل الصحيح[23]
- ألم في اليد أثناء الكتابة.

كما يمكن أن تسبب مشكلات الحركة الدقيقة صعوبات في مجموعة كبيرة من المهام الأخرى، مثل استخدام السكين والشوكة، وربط الأزرار وأربطة الأحذية، والطهي، وغسل الأسنان، ووضع أدوات التجميل، وتصفيف الشعر، وفتح البرطمانات والأكياس، وفتح وإغلاق الأبواب والحلاقة، والقيام بالأعمال المنزلية.

## حالات مشهورة
من الأشخاص الذين صرحوا علنا بأنهم قد تم تشخيص إصابتهم باضطراب التنسيق التنموي: الممثل دانيال رادكليف، والمصور ديفيد بيلي، والموديل كارا ديليفينج، والمغنية فلورانس ويلش، و السياسية البريطانية إيما لويل باك، ولاعب الرغبي إليس جينج.

## تمثيلات خيالية
ريان سينكلير، وهو رفيق بشري للدكتور الذي يعاني من الاضطراب في برنامج الخيال العلمي الدكتور هو في التلفزيون على قناة بي بي سي . وظهرت الشخصية لأول مرة في عام 2018.